# フリオ・イグレシアス
フリオ・イグレシアス（Julio Iglesias、1943年9月23日 - ）は、スペイン出身のポピュラー音楽歌手。弁護士の資格を持つ。
父親は高名な医師、母親は上流階級出身。弟のカルロスも医師である。

## 来歴
レアル・マドリードのユースチームでゴールキーパーをし、一軍に登録した矢先、交通事故で全治約5年の瀕死の重傷を負う。療養中に父のアシスタントからプレゼントされたギターで作詞作曲した曲がベニドルム歌謡祭で優勝。ケンブリッジ大学附属のベル教育基金語学学校で3ヶ月学んだ後、マドリード・コンプルテンセ大学で法律の学位を取得。
1968年に音楽シーンデビューを果たす。
代表曲に「黒い瞳のナタリー」、「ビギン・ザ・ビギン」、ウィリー・ネルソンとのデュエット曲「かつて愛した女性へ」などがある。しばしば「世界の恋人」と称される。
本国スペイン語の他に、フランス語、イタリア語、ポルトガル語、英語の５か国語が堪能に話せる。
全世界のレコード・CD等の売り上げが3億枚を超え、世界のトップセラーのベスト10に入っているだけでなく、ギネスブックにも掲載される等、最も成功したラテンシンガーである。
ドミニカ共和国のリゾート地・プンタカナ（Punta Cana）にあるプンタカナ国際空港（en:Punta Cana International Airport）のオーナーグループに名を連ねている。また現在はアメリカ・フロリダ州マイアミに本宅を構えており、その関係からNBAのマイアミ・ヒートの共同オーナー（Limited Partner）でもある。

## 家族
- 父・フリオ・イグレシアス・ブガ(es:Julio Iglesias Puga, 1915-2005) ‐ 高名な婦人科の医師で、身代金目的でバスクのテロリスト集団ETAに誘拐される事件が起こり、2週間拘束された後、解放された。
- 先妻・イザベル・プレイスラー（en:Isabel Preysler, 1951-） ‐ フィリピン人ソーシャライト。1971年結婚、1978年離婚。一女二男を儲ける。フィリピン航空最高経営責任者の父を持ち、チャールズ3世とも親しく、ジャーナリストでもあり、「スペインで最もエレガントな女性」に5回選ばれたセレブリティーである。1979年にフリオ・イグレシアスと離婚した後、1980年にはスペインで最古の由緒ある貴族マルケス・デ・グリニョン家のカルロス・ファルコ公爵と結婚。ファルコと離婚したのちの1988年には経済学者で経済財務相を務めたミゲル・ボジェールと結婚した。2015年にボジェールと別れたのち、2016年から2022年までノーベル賞作家のマリオ・バルガス・リョサと内縁関係。
- 後妻・ミランダ・リンズバーガー（Miranda Rynsburger） ‐ オランダ人モデル。1991年ごろに結婚(入籍は2010年)し、四子を儲ける。
- 長男・フリオ・イグレシアス・ジュニア ‐ 歌手。イザベルとの子
- 次男・エンリケ・イグレシアス ‐ 歌手。イザベルとの子

## 日本との関わり
初来日は1970年の大阪万博。その後、1972年の第1回東京音楽祭でも来日を果たしているが、日本でのレコードデビューはそれよりかなり遅れての1980年。
1981年12月に全英チャートでナンバーワンとなった「ビギン・ザ・ビギン」を、NHKがテレビ番組「海外ウィークリー」で取り上げたことが日本での大ブレイクのきっかけとなった。1982年3月から1983年2月にはEPIC・ソニーによるPRキャンペーンが行われ、日本での知名度向上に貢献した。キャンペーン開始から1年間で日本ではLPが80万枚、テープが120万巻を売り上げた。アルバム『愛の瞬間（Momentos、黒い瞳のナタリー）』は日本ではオリコン洋楽アルバムチャートで1982年12月27日付から通算13週1位を獲得した。
日本のタレント・高島忠夫とも親交が深く、テレビのインタビューやバラエティー、音楽番組で数多く共演を果たした。
主なテレビ出演
- 夜のヒットスタジオ（フジテレビ）
  - 1982年12月13日、アメリカ・マイアミのインディアンクリークアイランドにある自宅敷地より衛星生中継で生歌二曲「黒い瞳のナタリー」「ビギン・ザ・ビギン」を披露、現地レポーターはジュディ・オングが担当した。番組には郷ひろみがスタジオ出演してカバー曲「哀しみの黒い瞳」を披露、フリオ自身も中継で応援した。
  - 1983年4月18日、スタジオ生出演。「黒い瞳のナタリー」

- LOVE LOVE あいしてる（フジテレビ）
  - 1997年4月19日、タンゴ曲を歌唱（吉田拓郎との絡み有り）

## ディスコグラフィー
- Yo Canto (1969)
- Gwendolyne (1970)
- Por una mujer (1972)
- Soy (1973)
- Und das Meer singt sein Lied (1973)
- A Flor de Piel (1974)
- A México (1975)
- El Amor (1975)
- América (1976)
- En el Olympia (1976)
- Se mi lasci, non vale (1976)
- Schenk mir deine Liebe (1976)
- A mis 33 años (1977)
- Sono Un Pirata, Sono Un Signore (1978)
- Emociones (1978)
- Aimer La Vie (1978)
- Innamorarsi alla mia età (1979)
- A vous les femmes (1979)
- Hey! (1980)
- Sentimental (1980)
- Amanti (1980)
- De niña a mujer (1981)
- Fidèle (1981)
- Zartlichkeiten (1981)
- Minhas canções preferidas (1981)
- Momentos (1982)
- Momenti (1982)

- Et l'amour créa la femme (1982)
- In Concert (1983)
- Julio (1983)
- 1100 Bel Air Place (1984)
- Libra (1985)
- Un Hombre Solo (1987)
- Tutto l'amore che ti manca (1987)
- Non Stop (1988)
- Raíces (1989)
- Latinamente (1989)
- Starry Night (1990)
- Calor (1992)
- Anche senza di te (1992)
- Crazy (1994)
- La carretera (1995)
- Tango (1996)
- My Life: The Greatest Hits (1998)
- Noche de cuatro lunas (2000)
- Una donna può cambiar la vita (2001)
- Ao meu Brasil (2001)
- Divorcio (2003)
- Love Songs (2003)
- En français (2004)
- Love Songs - Canciones de amor (2004)
- L'homme que je suis (2005)
- Romantic Classics (2006)
- Quelque chose de France (2007)